# ミカサッカー
『MIKASAサッカーナビ ミカサッカー』（ミカサ サッカーナビ ミカサッカー）は、ちゅピCOMで、2021年4月24日から放送されているサッカー情報番組。

## 概要
広島のサッカー界を応援する為、プロをはじめ社会人や学生、ジュニア、キッズなど幅広い分野のサッカーに関する情報を盛沢山でお届けする番組。
競技用ボール大手ブランドの（株）ミカサがメインスポンサーとなり、月一度の番組で毎月25日放送開始になり、14日間連続(再放送13回)で放送されている。途中の翌月1日には、広島県サッカー協会TVに登録され、YouTubeなどのSNSでも発信が行われている。
初代MCは、元NHK広島キャスターでフリーアナウンサーの森光七彩が担当。
2022年4月、フリーアナウンサーの椎名真帆が2代目MCとなった。(尚、2022年5月のみ、フリーアナウンサーの佐伯奈々恵が代理でMCを行った。)  2023年4月、タレントの佐野ユリアが3代目MCに就任。
2025年7月からは、タレントの中本愛が4代目MCを行っている。
コメンテーターは、（公財）日本サッカー協会参与で（公財）広島県サッカー協会会長の宗政潤一郎が務めている。
番組では、様々なサッカーの大会情報を始め、広島のアマチュアクラブを紹介するコーナー、コメンテーターの宗政潤一郎が、サッカーをこよなく愛するゲストをお迎えして、素敵なサッカーのお話をお聞きする「ムネザトーク」のコーナなどがある。
「ムネザトーク」では、これまで（公財）日本サッカー協会の宮本恒靖会長を始めとしたサッカー関係者のみならず、幅広い分野でご活躍のゲストをお迎えして、サッカー談義等を交わしている。
。

## 出演者
- ＭＣ　中本愛
- レギュラーコメンテーター　宗政潤一郎
- リポーター　掛本智子、うえむらちか
- 初代ＭＣ　森光七彩
- 代理ＭＣ　佐伯奈々恵
- 2代目ＭＣ　椎名真帆
- 3代目ＭＣ　佐野ユリア